# Lucia Bronzetti
Lucia Bronzetti (nascida em 10 de dezembro de 1998) é uma tenista profissional italiana.
Bronzetti tem a classificação WTA mais alta de sua carreira, nº 47 em simples e nº 375 em duplas. Ela ganhou seu primeiro título de simples no WTA Tour no Aberto de Marrocos de 2023. E o segundo em Grand Est Open 88 em 2024 ao derrotar Mayar Sherif na final em 3 sets.
Ela também alcançou oito finais de simples no Circuito Feminino da ITF, das quais venceu seis. Além disso, ela chegou a quatro finais de duplas com um recorde de duas vitórias.

## Carreira profissional

### 2021: estreia em duplas no WTA Tour
Bronzetti fez sua estreia na chave principal no WTA Tour em seu torneio caseiro, o Aberto da Itália em Roma, com um "wild card", em parceria com a italiana Nuria Brancaccio [en], no entanto perderam para a dupla Coco Gauff e Veronika Kudermetova em sets diretos.

### 2022: Grand Slam, WTA 1000 e 100 melhores estreias, primeira final do WTA Tour
Bronzetti fez sua estreia no torneio Grand Slam no Australian Open vinda da qualificatória, onde alcançou a segunda rodada derrotando Varvara Gracheva em sua primeira vitória em uma partida de torneio Major, antes de perder para a número 1 do mundo, Ashleigh Barty.
Classificada em 102º lugar no Miami Open em sua estreia no nível WTA 1000, ela alcançou a quarta rodada como uma "lucky loser". Ela perdeu para Daria Saville em uma partida de três horas, a terceira partida feminina mais longa do evento. Como resultado, ela fez sua estreia no top 100 no ranking de simples da WTA no número 85 do mundo em 4 de abril de 2022.

### 2023: Estreia no Top 50, primeiro título WTA
Bronzetti fez sua estreia no top 50 em 9 de janeiro de 2023, após a primeira United Cup, onde estreou como a segunda jogadora feminina e registrou três vitórias e duas derrotas, ajudando a Itália a chegar à final.
Ela entrou na chave principal do WTA 1000 em Roma como entrada direta, após a desistência da décima cabeça de chave Petra Kvitová, no entanto, perdeu para Danka Kovinic [en] na primeira rodada em jogo de três sets.
Classificada como nº 102, ela alcançou sua segunda final do WTA Tour no Aberto do Marrocos em Rabat, com uma vitória sobre a segunda cabeça de chave Sloane Stephens em 61 minutos. Ela ganhou o título derrotando a primeira vez finalista Julia Grabher [en].
Ela alcançou sua terceira final de carreira no WTA e a primeira na grama no Bad Homburg Open após a retirada da número 1 do mundo, Iga Swiatek.

### 2024
O primeiro compromisso de Bronzetti no ano foi o Brisbane International, no qual ela venceu  Ashlyn Krueger na primeira rodada em sets diretos e em seguida perdeu para a "cabeça de chave" N° 1, Aryna Sabalenka em contundentes sets diretos. Em seguida, participou do Hobart International, onde perdeu para a "cabeça de chave" N° 3, Zhu Lin na primeira rodada em sets diretos. Depois disso, partiu para o Australian Open, no qual perdeu para a "cabeça de chave" N° 28, Lesia Tsurenko na primeira rodada em jogo de três sets.
Prosseguindo sua campanha em quadras duras, agora na Europa, Bronzetti participou do Upper Austria Ladies Linz, onde venceu a "wild card" Angelique Kerber, na primeira rodada em sets diretos e perdeu para Elise Mertens na segunda também em sets diretos. Ainda em quadras duras, agora no Oriente Médio, Bronzetti tentou o Abu Dhabi Open, onde, não passou pela qualificatória mas foi contemplada como "lucky loser", e na chave principal, perdeu para Anhelina Kalinina na primeira rodada em sets diretos. Não passou pela qualificatória em Doha e em Dubai, passou pela qualificatória, venceu a cabeça de chave No 10 Daria Kasatkina na primeira rodada em jogo de três sets mas perdeu na segunda para Anastasia Potapova em sets diretos. No giro americano, ela participou do ATX Open onde perdeu na primeira rodada para Yafan Wang [en] em sets diretos. Em Indian Wells, chegou à terceira rodada onde perdeu para a cabeça de chave N° 3 Coco Gauff em sets diretos. Em Miami, perdeu para Taylor Townsend na primeira rodada em jogo de três sets.
Bronzetti iniciou a temporada em quadras de saibro no Aberto de Madri, ela venceu Varvara Gracheva na primeira rodada em sets diretos mas perdeu na segunda para a cabeça de chave N° 4, Elena Rybakina, também em sets diretos. Já no Aberto de Roma, ela perdeu na primeira rodada para Sofia Kenin em sets diretos. Seu próximo compromisso foi no Grand Prix Princesse Lalla Meryem, no Marrocos, no qual como cabeça de chave N° 4 e defensora do título, passou pela "wild card" local, Malak El Allami [de], na primeira rodada em sets diretos, venceu a compatriota, Martina Trevisan, na segunda, também em sets diretos, mas perdeu para a eventual campeã, Peyton Stearns, na terceira em jogo de três sets, no qual chegou a estar vencendo o terceiro set com bastante folga. No Aberto da França, perdeu na primeira rodada para Naomi Osaka em jogo de três sets. Na sequência, no Open Delle Puglie, perdeu para Anastasiya Soboleva [en] na primeira rodada em sets diretos.
Bronzetti começou a temporada em quadras de grama pelo Rothesay Classic, no qual venceu Magdalena Frech na primeira rodada em jogo de três sets, mas perdeu para a cabeça de chave N° 7, Anastasia Potapova na segunda em sets diretos. Logo depois, tentou o Bad Homburg Open, no qual passou pela qualificatória mas perdeu na primeira rodada da chave principal para a eventual vice-campeã, Donna Vekić, em sets diretos. Em seguida, participou do Torneio de Wimbledon, no qual, perdeu para a cabeça de chave N° 30, Leylah Fernandez, na primeira rodada, em sets diretos.
De volta às quadras de saibro, Bronzetti participou do Grand Est Open 88, no qual chegou à final, contra Mayar Sherif, jogo que venceu em três sets, conquistando o campeonato.

## Quadros de linha de tempo
| V | F | SF | QF | #R | RR | Q# | P# | NQ | NP | Z# | PO | O | P | B | NTM | NTI | A | NO |

 •  (V) vencedor; (F) finalista; (SF) semifinalista; (QF) quartas de final; (#R) rodada 4, 3, 2, 1; (RR) round-robin; (Q#) rodada qualificatória;  (NQ) não qualificado; (NP) não participou;  (NO) não ocorreu; (TS) taxa de sucesso (eventos vencidos / participados); (V–P) jogos vencidos-perdidos.
 •  Para evitar confusões e contagem em duplicidade, esses quadros são atualizados após a conclusão de um torneio ou quando a participação de um jogador termina.
Apenas os resultados da chave principal no WTA Tour, torneios do Grand Slam, Fed Cup/Billie Jean King Cup e Jogos Olímpicos estão incluídos nos recordes de vitórias e derrotas.

### Simples
Atual após o Aberto da França de 2023.
| Torneios de Grand Slam   |     |       |      |                       |                       |                       |
| Australian Open          | NP  | 2R    | 1R   | 0 / 2                 | 1–2                   | 33%                   |
| Aberto da França         | NP  | 1R    | 1R   | 0 / 2                 | 0–2                   | 0%                    |
| Wimbledon                | NP  | 1R    | 1R   | 0 / 2                 | 0–2                   | 0%                    |
| US Open                  | Q1  | 1R    |      | 0 / 1                 | 0–1                   | 0%                    |
| Vencidos-Perdidos        | 0–0 | 1–4   | 0–3  | 0 / 7                 | 1–7                   | 13%                   |
| WTA 1000                 |     |       |      |                       |                       |                       |
| Dubai / Qatar Open       | NP  | NP    | NP   | 0 / 0                 | 0–0                   | –                     |
| Indian Wells Open        | NP  | Q2    | 1R   | 0 / 1                 | 0–1                   | 0%                    |
| Miami Open               | NP  | 4R    | 1R   | 0 / 2                 | 2–2                   | 50%                   |
| Madrid Open              | NP  | Q2    | 1R   | 0 / 1                 | 0–1                   | 0%                    |
| Italian Open             | Q1  | 1R    | 1R   | 0 / 2                 | 0–2                   | 0%                    |
| Canadian Open            | NP  | NP    |      | 0 / 0                 | 0–0                   | –                     |
| Cincinnati Open          | NP  | NP    |      | 0 / 0                 | 0–0                   | –                     |
| Wuhan Open               | NO  | NO    |      | 0 / 0                 | 0–0                   | –                     |
| China Open               | NO  | NO    |      | 0 / 0                 | 0–0                   | –                     |
| Estatísticas da carreira |     |       |      |                       |                       |                       |
| Torneios                 | 4   | 15    | 9    | Total da carreira: 28 | Total da carreira: 28 | Total da carreira: 28 |
| Títulos                  | 0   | 0     | 1    | Total da carreira: 1  | Total da carreira: 1  | Total da carreira: 1  |
| Finais                   | 0   | 1     | 1    | Total da carreira: 2  | Total da carreira: 2  | Total da carreira: 2  |
| Vencidos-Perdidos geral  | 6–4 | 12–15 | 8–12 | 1 / 28                | 26–31                 | 46%                   |
| Ranking de final de ano  | 145 | 56    |      | US$ 1.038.645         | US$ 1.038.645         | US$ 1.038.645         |

### Duplas
Atual após o Aberto da Itália de 2023.
| Torneios de Grand Slam   |     |     |     |                       |                       |                       |
| Australian Open          | NP  | NP  | 1R  | 0 / 1                 | 0–1                   | 0%                    |
| Aberto da França         | NP  | 1R  | NP  | 0 / 1                 | 0–1                   | 0%                    |
| Wimbledon                | NP  | 1R  | 1R  | 0 / 2                 | 0–2                   | 0%                    |
| US Open                  | NP  | 1R  |     | 0 / 1                 | 0–1                   | 0%                    |
| Vencidos-Perdidos        | 0–0 | 0–3 | 0–2 | 0 / 5                 | 0–5                   | 0%                    |
| WTA 1000                 |     |     |     |                       |                       |                       |
| Dubai / Qatar Open       | NP  | NP  | NP  | 0 / 0                 | 0–0                   | –                     |
| Indian Wells Open        | NP  | NP  | NP  | 0 / 0                 | 0–0                   | –                     |
| Miami Open               | NP  | NP  | NP  | 0 / 0                 | 0–0                   | –                     |
| Madrid Open              | NP  | NP  | NP  | 0 / 0                 | 0–0                   | –                     |
| Italian Open             | 1R  | NP  | NP  | 0 / 1                 | 0–1                   | 0%                    |
| Canadian Open            | NP  | NP  |     | 0 / 0                 | 0–0                   | –                     |
| Cincinnati Open          | NP  | NP  |     | 0 / 0                 | 0–0                   | –                     |
| Wuhan Open               | NO  | NO  |     | 0/0                   | 0–0                   | –                     |
| China Open               | NO  | NO  |     | 0 / 0                 | 0–0                   | –                     |
| Estatísticas da carreira |     |     |     |                       |                       |                       |
| Torneios                 | 3   | 5   | 3   | Total da carreira: 11 | Total da carreira: 11 | Total da carreira: 11 |
| Vencidos-Perdidos geral  | 1–3 | 1–8 | 0–3 | 0 / 11                | 2–14                  | 14%                   |
| Ranking de final de ano  | 396 | 585 |     |                       |                       |                       |

## Finais da WTA na carreira

### Simples: 3 (1 título, 2 vices)
| Legenda       |
| ------------- |
| Grand Slam    |
| WTA 1000      |
| WTA 500       |
| WTA 250 (1–2) |

| Finais por piso |
| --------------- |
| Duro (0–0)      |
| Grama (0–1)     |
| Saibro (1–1)    |
| Carpete (0–0)   |

| Status | V–D | Data     | Torneio                           | Nível   | Piso   | Oponente           | Placar        |
| ------ | --- | -------- | --------------------------------- | ------- | ------ | ------------------ | ------------- |
| Perdeu | 0–1 | Jul 2022 | Palermo Ladies Open, Itália       | WTA 250 | Saibro | Irina-Camelia Begu | 2–6, 2–6      |
| Venceu | 1–1 | Mai 2023 | Grand Prix Lalla Meryem, Marrocos | WTA 250 | Saibro | Julia Grabher      | 6–4, 5–7, 7–5 |
| Perdeu | 1–2 | Jul 2023 | Bad Homburg Open, Alemanha        | WTA 250 | Grama  | Kateřina Siniaková | 2–6, 6–7(5–7) |

## Finais de WTA Challengers

### Simples: 2 (1 título, 1 vice)
| Status | V–D | Data     | Torneio                | Piso   | Oponente                   | Placar         |
| ------ | --- | -------- | ---------------------- | ------ | -------------------------- | -------------- |
| Perdeu | 0–1 | Aug 2022 | Vancouver Open, Canadá | Duro   | Valentini Grammatikopoulou | 2–6, 4–6       |
| Venceu | 1–1 | Jul 2024 | Grand Est Open 88      | Saibro | Mayar Sherif               | 6–4, 64–7, 7–5 |

## Finais do Circuito ITF

### Simples: 9 (5 títulos, 4 vices)
| Legenda                      |
| ---------------------------- |
| Torneios de US$ 100,000      |
| Torneios de US$ 80,000       |
| Torneios de US$ 60,000 (1–2) |
| Torneios de US$ 25,000 (0–2) |
| Torneios de US$ 15,000 (3–0) |
| Torneios de US$ 10,000 (1–0) |

| Finais por piso |
| --------------- |
| Duro (2–1)      |
| Saibro (3–3)    |
| Grama (0–0)     |
| Carpete (0–0)   |

| Status | V–D | Data     | Torneio                            | Nível  | Piso     | Oponente          | Placar        |
| ------ | --- | -------- | ---------------------------------- | ------ | -------- | ----------------- | ------------- |
| Venceu | 1–0 | Set 2016 | ITF Sion, suiça                    | 10.000 | Saibro   | Karin Kennel      | 6–3, 7–6(7–5) |
| Venceu | 2–0 | Nov 2017 | ITF Sharm El Sheikh, Egito         | 15.000 | Duro     | Julia Wachaczyk   | 6–1, 6–2      |
| Venceu | 3–0 | Fev 2021 | ITF Sharm El Sheikh                | 15.000 | Duro     | Nefisa Berberović | 7–6(7–4), 6–0 |
| Venceu | 4–0 | Mar 2021 | ITF Le Havre, França               | 15.000 | Saibro   | Sara Cakarevic    | 6–3, 6–1      |
| Perdeu | 4–1 | Abr 2021 | Bellinzona Ladies Open [en], Suiça | 60.000 | Saibro   | Julia Grabher     | 2–6, 3–6      |
| Perdeu | 4–2 | Jun 2021 | ITF Jönköping, Suécia              | 25.000 | Saibro   | Darya Astakhova   | 6–3, 3–6, 5–7 |
| Perdeu | 4–3 | Jul 2021 | ITF Turim, Itália                  | 25.000 | Saibro   | Diane Parry       | 4–6, 2–6      |
| Venceu | 5–3 | Abr 2022 | Chiasso Open [en], Suiça           | 60.000 | Saibro   | Simona Waltert    | 2–6, 6–3, 6–3 |
| Perdeu | 5–4 | Abr 2023 | Open de Seine-et-Marne, França     | 60.000 | Duro (i) | Jodie Burrage     | 6–3, 4–6, 0–6 |

### Duplas: 4 (2 títulos, 2 vices)
| Legenda                      |
| ---------------------------- |
| Torneios de US$ 100,000      |
| Torneios de US$ 80,000       |
| Torneios de US$ 60,000       |
| Torneios de US$ 25,000 (1–1) |
| Torneios de US$ 15,000 (1–1) |

| Finais por piso |
| --------------- |
| Duro (0–0)      |
| Saibro (2–2)    |
| Grama (0–0)     |
| Carpete (0–0)   |

| Status | V–D | Data     | Torneio                  | Nível  | Piso   | Parceira            | Oponentes                                | Placar           |
| ------ | --- | -------- | ------------------------ | ------ | ------ | ------------------- | ---------------------------------------- | ---------------- |
| Perdeu | 0–1 | Dez 2017 | ITF Cordenons, Itália    | 15.000 | Saibro | Ludmilla Samsonova  | Federica di Sarra Michele Alexandra Zmău | 2–6, 6–1, [8–10] |
| Venceu | 1–1 | Nov 2018 | ITF Cordenons, Itália    | 15.000 | Saibro | Anastasia Grymalska | Verena Hofer Maria Vittoria Viviani      | 7–5, 7–5         |
| Venceu | 2–1 | Jun 2021 | Grado Tennis Cup, Itália | 25.000 | Saibro | Isabella Shinikova  | Federica di Sarra Camilla Rosatello      | 6–4, 2–6, [10–8] |
| Perdeu | 2–2 | Jul 2021 | ITF Turim, Itália        | 25.000 | Saibro | Aurora Zantedeschi  | Federica di Sarra Camilla Rosatello      | 2–6, 2–6         |